# 加斯蒂諾海峽

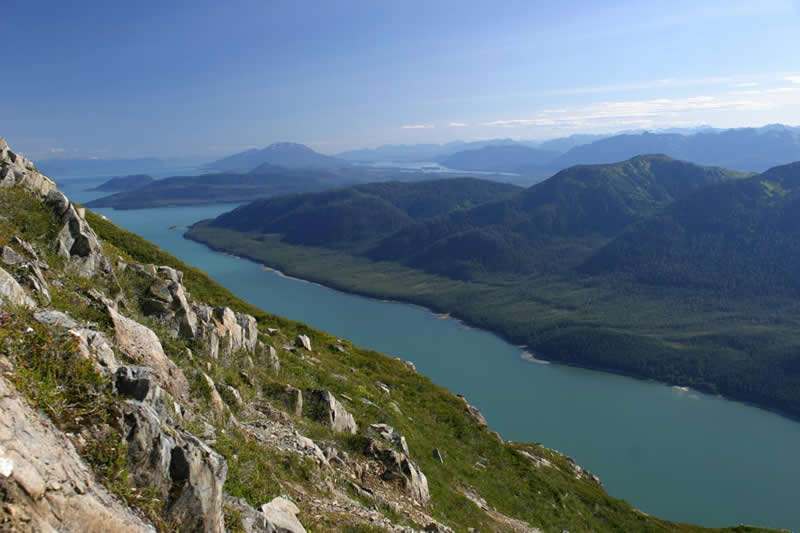
加斯蒂諾海峽

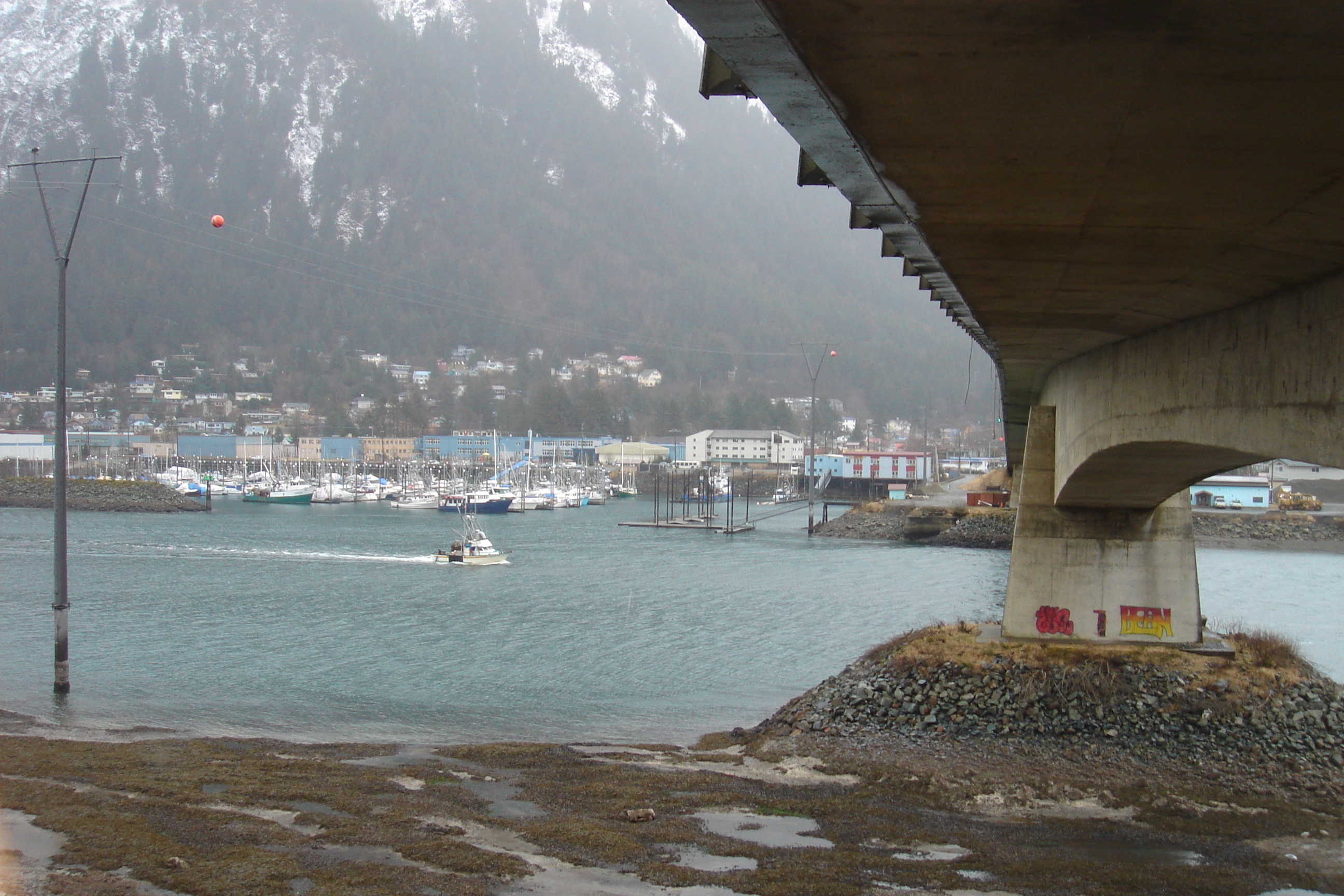
朱诺道格拉斯桥下的加斯蒂諾海峽水道

加斯蒂諾海峽（Gastineau Channel）是位于美国阿拉斯加州朱諾和道格拉斯岛之间的一条海峡。1784年8月，约瑟夫·惠德比成为第一个看到这条海峡的欧洲人，海峡的名字则可能是来自英格兰工程师约翰·加斯蒂諾。
海峡只有自道格拉斯桥开始的东南段（9.7英里（15.6））可以供大型船只通航，格拉斯桥到朱诺国际机场的水道内仅供小型船只通航。